# Guerre balcaniche

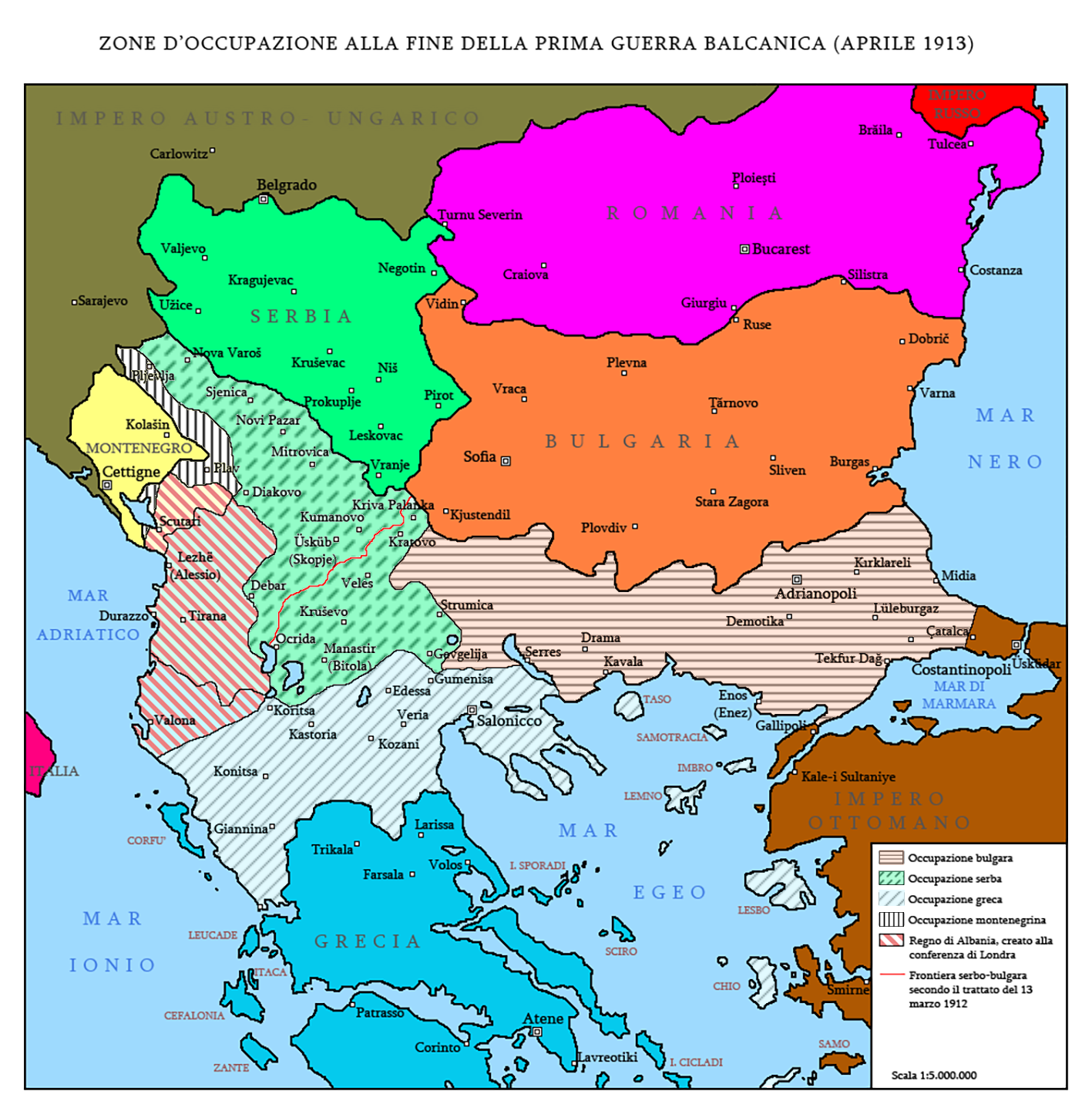
Situazione alla fine della prima guerra balcanica (8 agosto 1912 - 19 aprile 1913).

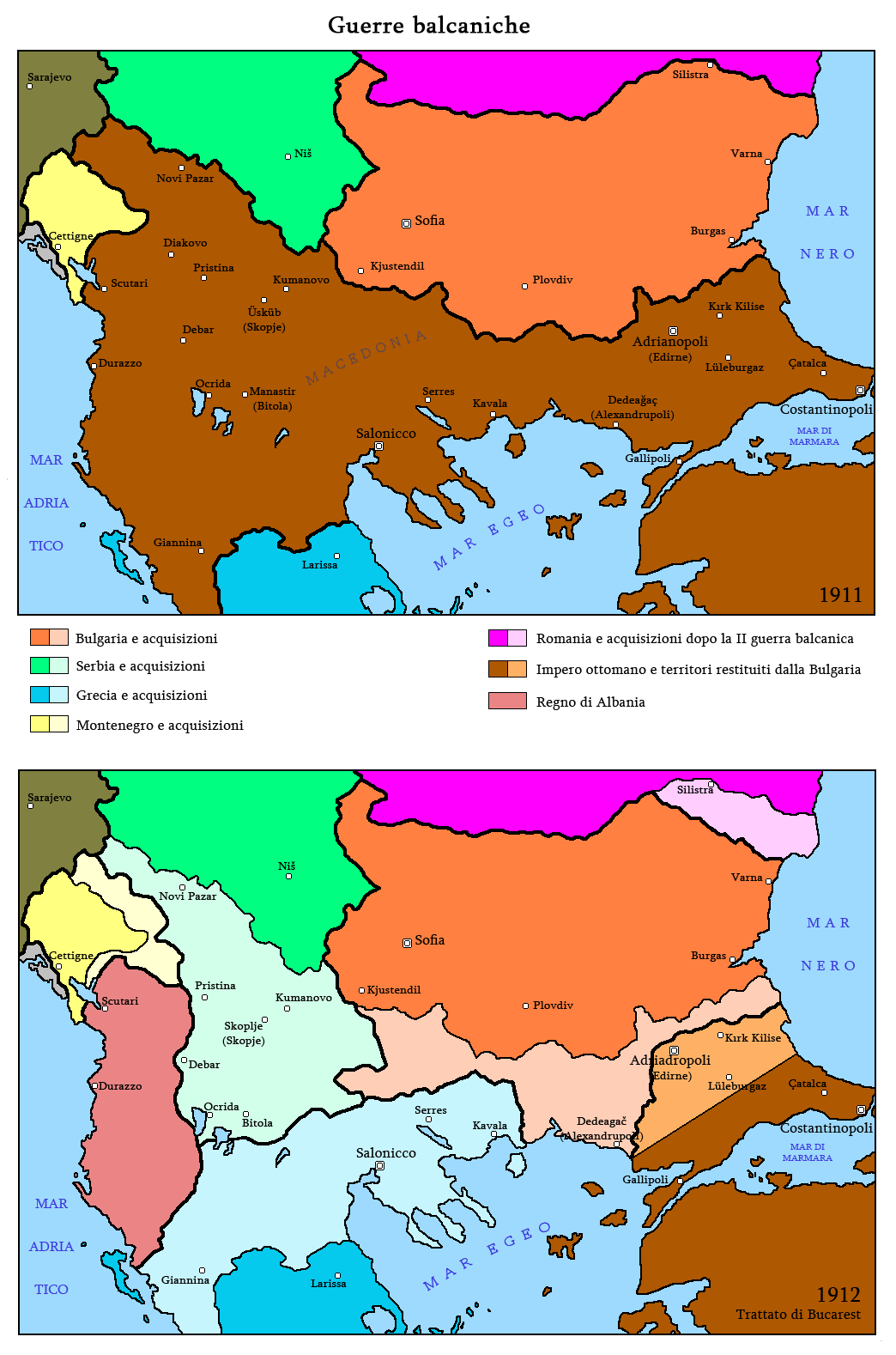
Assetto confinario prima e dopo le due guerre balcaniche (1912-1913).

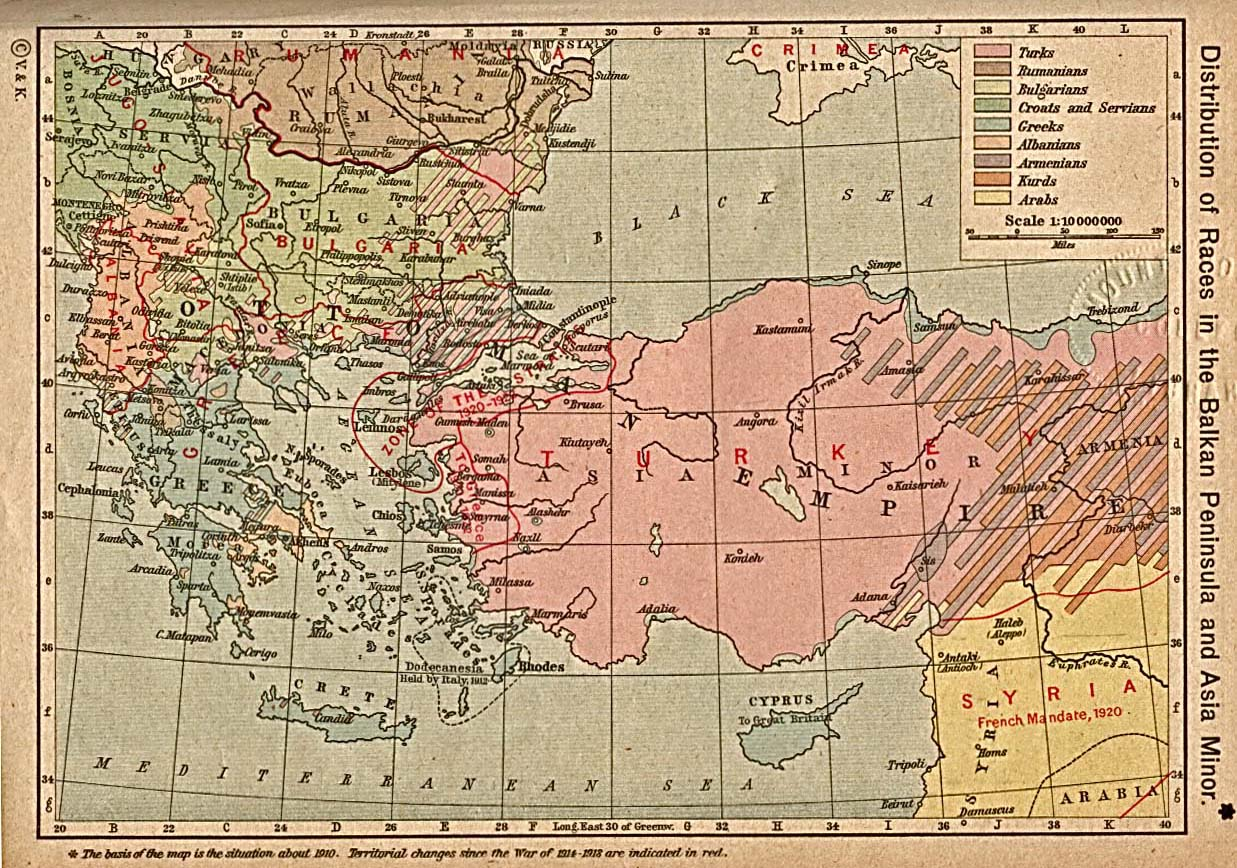
Etnografia della penisola balcanica e dell'Asia Minore nel 1923, dal Historical Atlas by William R. Shepherd (La mappa non riporta gli spostamenti forzati di popolazione greca e turca del 1923).

Le guerre balcaniche (in albanese: luftërat ballkanike; in bulgaro: Балкански войни; Balkanski vojni; in greco: Βαλκανικοί πόλεμοι, Valkanikì pòlemi; in rumeno: Războaiele balcanice; in serbo: Балкански ратови, Balkanski ratovi; in turco: Balkan Savaşları) furono due guerre combattute nell'Europa sud-orientale nel 1912-1913 nel corso delle quali gli Stati componenti la Lega Balcanica (Regno di Bulgaria, Grecia, Regno del Montenegro e Regno di Serbia) dapprima conquistarono agli ottomani la Macedonia e gran parte della Tracia e poi si scontrarono tra loro per la spartizione delle terre conquistate.
Le promesse disattese e i malumori furono causati dal mancato completamento del processo di emancipazione delle terre balcaniche da quel che rimaneva dell'Impero ottomano durante il XIX secolo. 
I serbi, durante la guerra russo-turca del 1877-78, avevano infatti conquistato molti territori; mentre la Grecia si era annessa la Tessaglia nel 1881 (anche se poi ne dovette restituire una piccola parte agli Ottomani nel 1897) e la Bulgaria (principato autonomo dal 1878) la provincia della Rumelia orientale nel 1885. Questi tre stati, insieme al Montenegro, nutrivano mire espansionistiche verso quei territori, ancora sotto il dominio ottomano, noti con il nome di "Rumelia" e che comprendevano la Rumelia orientale, la Macedonia e la Tracia.
Del resto, già a metà Ottocento, le tensioni fra gli stati balcanici desiderosi di sottrarre terre in Macedonia e Tracia all'Impero Ottomano avevano spinto le grandi potenze a far sì che lo status quo fosse mantenuto e che le autorità ottomane garantissero l'incolumità delle popolazioni cristiane a loro sottomesse, già coinvolte nella lotta per la liberazione dal dominio ottomano. Queste questioni, tuttavia, si ripresentarono quando nel luglio del 1908 i Giovani Turchi costrinsero il Sultano a ripristinare la Costituzione ottomana da lui stesso sospesa.
Fu così che l'Austria-Ungheria approfittò dell'instabilità politica dell'Impero Ottomano per annettersi la provincia della Bosnia ed Erzegovina (già occupata, in realtà, nel 1878). A sua volta, la Bulgaria si proclamò un regno completamente indipendente (ottobre 1908), mentre i greci procedettero con l'annessione dell'isola di Creta (le Grandi Potenze, tuttavia, bloccarono quest'ultima operazione).
Deluso dall'annessione all'Austria-Ungheria della Bosnia (dove vivevano 825000 serbi di fede ortodossa e abitavano molti altri sostenitori della causa serba) e costretto a riconoscere tale annessione nel marzo 1909 mettendo così un freno alle agitazioni dei nazionalisti serbi, il governo serbo rivolse le sue mire espansionistiche verso sud, in quella che era la "Vecchia Serbia" (il Sangiaccato di Novi Pazar e la provincia del Kosovo).
Alle mire serbe si aggiunsero quelle bulgare: dopo aver ottenuto l'appoggio della Russia nell'aprile 1909, la Bulgaria desiderava infatti annettere i territori ottomani in Tracia e Macedonia. Nel frattempo, il 28 agosto 1909 in Grecia, un gruppo di ufficiali (Stratiotikos Syndesmos) chiesero una riforma costituzionale, la rimozione della famiglia reale dalla guida delle forze armate e una politica estera più decisa e nazionalista con cui poter risolvere la questione cretese e ribaltare l'esito della sconfitta del 1897.
A questi avvenimenti si aggiunse l'insurrezione del marzo 1910 della popolazione albanese in Kosovo (appoggiata dai Giovani Turchi) e, nell'agosto 1910, il Montenegro diventò a sua volta un regno.
Nel 1911, l'occupazione italiana della Tripolitania, regione appartenente nominalmente all'Impero ottomano, ne indebolì la posizione internazionale stimolando ulteriormente le mire dei piccoli stati balcanici.

## Anni 1912 e 1913
Grazie alla mediazione russa, gli Stati balcanici conclusero una serie di accordi: tra la Serbia e la Bulgaria nel marzo del 1912; tra la Bulgaria e la Grecia nel maggio del 1912; il Montenegro, infine, siglò accordi con Serbia e Bulgaria nell'ottobre del 1912. Proprio in seguito a questi accordi, si ebbe lo scoppio della prima guerra balcanica, a cui seguì l'anno dopo la seconda guerra balcanica.

## Conseguenze
Le due guerre balcaniche rappresentarono un'importante premessa per lo scoppio della prima guerra mondiale: fu proprio in seguito all'espansione serba nella regione che l'Austria-Ungheria cominciò ad allarmarsi. Tali timori erano condivisi dalla Germania, che vedeva nella Serbia un prezioso alleato della minacciosa Russia. Dunque, fu proprio l'accresciuta potenza serba a rappresentare una delle principali ragioni che spinsero gli Imperi centrali a decretare l'inizio della prima guerra mondiale in seguito all'assassinio dell'Arciduca d'Austria Francesco Ferdinando nel giugno del 1914.
Boris Urlanis, nel suo lavoro Voini I Narodo-Nacelenie Europi (1960), stimò che le due guerre balcaniche causarono l'uccisione di 122000 persone durante le operazioni belliche e la morte di altre 20000 per le ferite riportate durante gli scontri. A questi bisogna poi aggiungere gli 82000 morti a causa delle malattie.
| Scambi etnici ed espulsioni tra il 1912 e il 1915 | Scambi etnici ed espulsioni tra il 1912 e il 1915 | Scambi etnici ed espulsioni tra il 1912 e il 1915 | Scambi etnici ed espulsioni tra il 1912 e il 1915 |
| ------------------------------------------------- | ------------------------------------------------- | ------------------------------------------------- | ------------------------------------------------- |
|                                                   | Ottomani                                          | Greci                                             | Bulgari                                           |
| Macedonia Greca                                   |                                                   | 100 000                                           | 50 000                                            |
| Macedonia Greca+Serba                             |                                                   |                                                   | 100 000                                           |
| Tracia                                            |                                                   | 150 000-160 000                                   |                                                   |
| Est della Tracia                                  |                                                   |                                                   | 51 000                                            |
| Ovest della Tracia                                | 40 000-50 000                                     |                                                   |                                                   |
| Confine Bulgaria-Impero Ottomano                  | 47 000                                            |                                                   | 49 000                                            |
| Totali                                            | 90 000-100 000                                    | 250 000-260 000                                   | 250 000                                           |